# Eosuchus
Eosuchus è un genere estinto di rettili appartenente ai coccodrilli. Visse tra il Paleocene superiore e l'Eocene inferiore (circa 58 - 50 milioni di anni fa) e i suoi resti fossili sono stati ritrovati in Nordamerica (Maryland, Virginia e New Jersey) e in Europa (Francia). È considerato un membro basale del gruppo dei gavialoidi (attualmente rappresentati dal gaviale del Gange), in un clade comprendente altre forme arcaiche come Eothoracosaurus e Thoracosaurus. Le specie note di Eosuchus sono E. minor ed E. lerichei.